# Парапіно
Пара́піно (рос. Парапино, мокш. Порапа) — село у складі Ковилкінського району Мордовії, Росія. Адміністративний центр та єдиний населений пункт Парапінського сільського поселення.
Населення — 1559 осіб (2010; 1468 у 2002).
Національний склад станом на 2002 рік:
- мордва — 98 %